# Plískov
Plískov település Csehországban, Rokycanyi járásban. Plískov Lhota pod Radčem, Zbiroh, Sirá és Drahoňův Újezd településekkel határos. Lakosainak száma 123 fő (2024. január 1.).

## Népesség
A település lakosságának változását az alábbi diagram mutatja:
| Lakosok száma | 392  | 289  | 231  | 211  | 148  | 106  | 126  | 126  | 120  | 123  |
|               | 1869 | 1900 | 1921 | 1961 | 1980 | 2011 | 2016 | 2019 | 2021 | 2024 |